# Jądro operatora całkowego
Jądro operatora całkowego – funkcja dwóch zmiennych, która występuje pod znakiem całki we wzorze określającym operator. Jądro zazwyczaj oznaczamy literą {\displaystyle K} (ang. kernel).
W praktyce, sens pojęcia jądra przedstawia się następująco: chcemy zdefiniować operator całkowy {\displaystyle {\mathcal {T}}_{K}} o jądrze {\displaystyle K,} który przeprowadza funkcje ciągłe określone na przestrzeni {\displaystyle X_{1}} w funkcje ciągłe określone na innej przestrzeni {\displaystyle X_{2}.}
W tym celu dobieramy funkcję ciągłą {\displaystyle K\colon X_{1}\times X_{2}\to \mathbb {R} ,} którą będziemy nazywać jądrem naszego przekształcenia.
Wówczas, dla funkcji ciągłej
{\displaystyle \varphi :X_{1}\to \mathbb {R} } określamy wartość operatora całkowego
{\displaystyle {\mathcal {T}}_{K}} na tej funkcji w sposób następujący:
{\displaystyle ({\mathcal {T}}_{K}\varphi )(x_{2})=\int \limits _{X_{1}}K(x_{1},x_{2})\varphi (x_{1})\;dx_{1},\;x_{2}\in X_{2}.}
Zatem funkcja wynikowa {\displaystyle {\mathcal {T}}_{K}\varphi ,} będąca wartością operatora dla funkcji {\displaystyle \varphi ,} powstaje poprzez przemnożenie {\displaystyle \varphi } przez {\displaystyle K} i scałkowanie względem tej ze zmiennych, od której zależy {\displaystyle \varphi .}
Osobną kwestią jest to, czym są {\displaystyle X_{1}} oraz {\displaystyle X_{2}} oraz jakie warunki musi spełniać jądro aby operator całkowy był poprawnie określony.